# Miękisz palisadowy

Schemat budowy liścia

Miękisz palisadowy – rodzaj miękiszu asymilacyjnego, występuje w liściach roślin okrytonasiennych dwuliściennych zaraz pod epidermą górną. Komórki mają wydłużony kształt i są ustawione prostopadle do powierzchni liścia. Komórki z licznymi chloroplastami intensywnie przeprowadzają fotosyntezę. Komórki miękiszu palisadowego u wielu roślin mają odmienny kształt. Rozpowszechnione są komórki palisadowe palczaste, z palczastymi rozgałęzieniami na końcach. Takie komórki występują na przykład w liściach bzu czarnego.
Wiele gatunków, w tym trawy, nagozalążkowe, rośliny wodne, kserofity, ma niezróznicowane komórki mezofilu. U roślin rosnących w środowisku suchym, miękisz palisadowy obejmuje większość mezofilu. Niekiedy miękisz palisadowy występuje zarówno po wierzchniej stronie blaszki liściowej, jak i na spodniej. W takiej sytuacji miękisz gąbczasty nie występuje wcale lub zajmuje przestrzeń w samym środku blaszki liściowej.